# Hubert Reymond
Hubert Reymond (1 oktober 1938) is een Zwitsers politicus voor de Liberale Partij van Zwitserland (LPS/PLS) uit het kanton Vaud.

## Biografie
Hubert Reymond is afkomstig uit L'Abbaye.
Bij de federale parlementsverkiezingen van 1979 werd hij verkozen in de Kantonsraad. Hij zetelde er tussen 26 november 1979 en 3 december 1995. Tussen 28 november 1988 tot 27 november 1989 was hij voorzitter van de Kantonsraad.
Met zijn verkiezing in de Kantonsraad in 1979 wist de partij van Reymond, de Liberale Partij van Zwitserland, haar Vaudse zetel in deze assemblee te herwinnen nadat Édouard Debétaz van de Sociaaldemocratische Partij van Zwitserland bij de vorige parlementsverkiezingen in 1975 de zetel van de liberalen wist over te nemen die ze al hadden sinds 1945 in handen hadden.